# Ото II фон Утрехт
Ото II фон Липе (на немски: Otto II von Lippe; † 28 юли 1227, Ане при Куворден) е епископ на Утрехт (1216 – 1227).

## Биография
Той е син на благородника Бернхард II фон Липе (1140 – 1224) от Господство Липе и на Хайлвиг фон Аре-Хохщаден (1150 – 1196). Брат е на Герхард II, архиепископ на Бремен (1219 – 1258), Бернхард IV († 1247), от 1228 епископ на Падерборн, и Херман II (1175 – 1229), който последа баща им през 1196 г. като владетел.
Ото II първо е от 1205 до 1216 г. каноник в Утрехт. През 1216 г. е избран за епископ на Утрехт. Той участва през 1217 г. в кръстоносния поход на крал Андраш II от Унгария в Сирия и се връща през 1222 г.
Ото II е убит на 28 юли 1227 г. в битката при Ане против бургграф Рудолф II фон Куворден и въстаниците от Дренте. Той е пленен, измъчван и убит. По-късно намират трупа му и го погребват в катедралата на Утрехт.